# Abóbada sexpartida

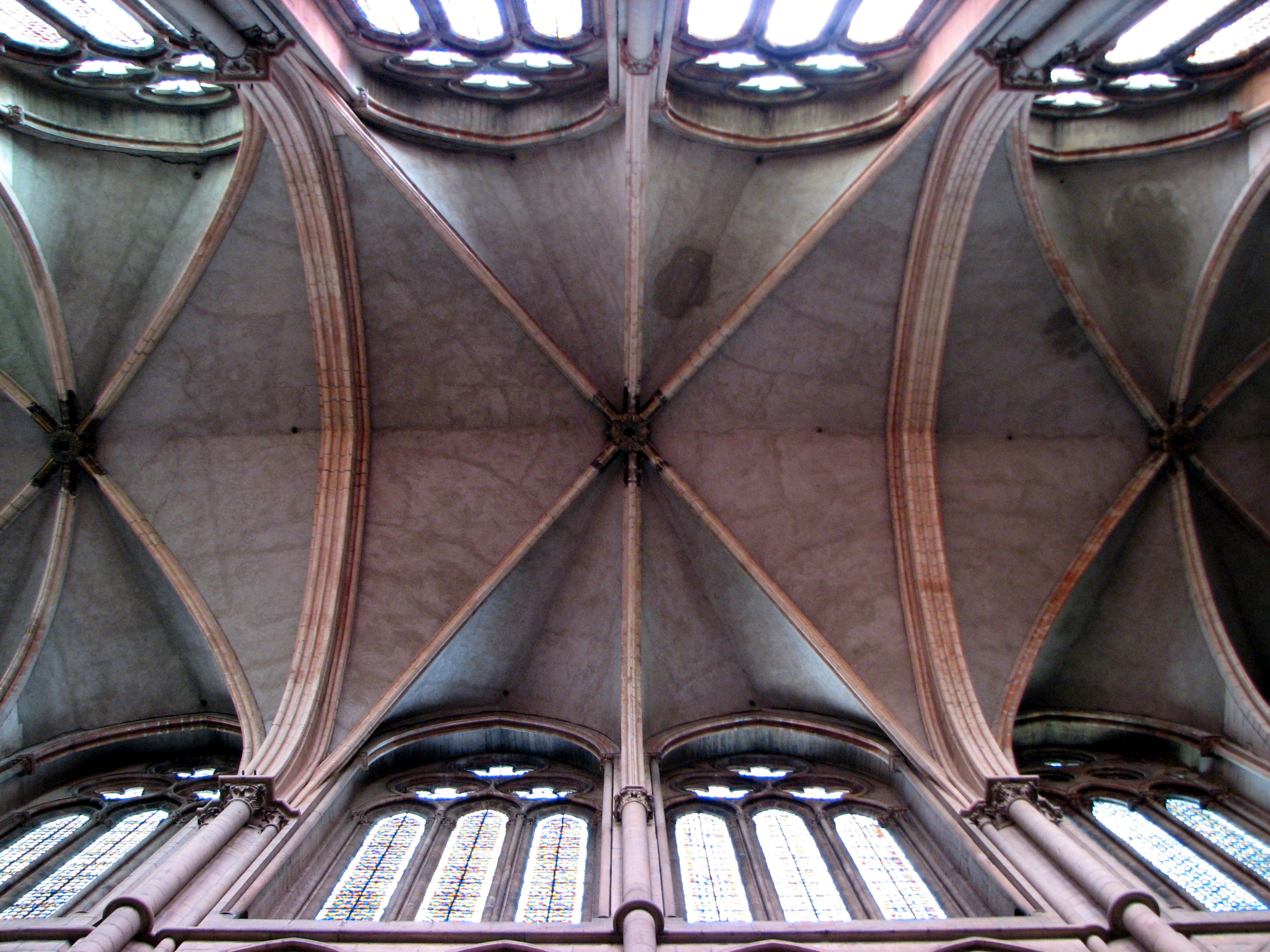
Abóbada sexpartida, Catedral de Lyon

Na arquitetura, uma abóbada sexpartida é uma abóbada de cruzaria dividida em seis tramos por duas nervuras diagonais e três nervuras transversais. É dividida em seis entrecortes, por causa da interposição de uma nervura transversal.
Os principais exemplos são os da Abadia dos Homens e da Abadia das Damas em Caen (que foram provavelmente os primeiros exemplos de uma construção agora considerada transitória), Notre-Dame de Paris e as catedrais de Bourges, Laon, Senlis e Sens ; desta última catedral, a abóbada sexpartida foi trazida por Guilherme de Sens para Canterbury, e posteriormente encontrada em Lincoln e na Capela de Santa Fé, Abadia de Westminster . Com seis compartimentos (painéis) entre as nervuras – as nervuras extras das abóbadas centralizam-se nas colunas abaixo.